# Chat sauvage de Gordon
Felis lybica lybica
Sous-espèce
Le Chat sauvage de Gordon (Felis lybica lybica, en arabe gatt al barra) est une sous-espèce de chat sauvage de la famille des Felidae.

## Étymologie
L'individu de référence fut trouvé à Oman par le major A. C. G. Gordon, dont on sait peu de choses.

## Description
Il est de la même taille que le chat domestique. Son pelage est de couleur rousse à sable ou de brun-fauve à gris. Il est marqué de légères rayures plus foncées. Sa queue se termine par trois anneaux noirs avec une pointe entièrement noire.

## Distribution
Il se rencontre dans la péninsule Arabique, principalement dans les déserts de Nubie, du Sahara et d'Arabie. Il évolue dans les zones montagneuses ou les rivières asséchées.

## Comportement
Le chat de Gordoni est un chasseur nocturne, solitaire sauf pendant les périodes d'accouplement. Son régime est essentiellement carnivore.

## Reproduction
La gestation dure de 56 à 63 jours avec une mise-bas entre janvier et mars. Il y a un à cinq petits par portée.

## Menaces
La menace principale est le croisement avec d'autres chats sauvages ou domestiques.